# Кольчугин, Григорий Никитич
Григо́рий Ники́тич Кольчу́гин (24 марта (4 апреля) 1779, Москва — 24 марта (5 апреля) 1835, там же) — русский купец и банковский гофмаклер, член династии книготорговцев Кольчугиных.

## Биография
Григорий Никитич Кольчугин родился 24 марта (4 апреля) 1779 в Москве в семье крупного купца — книготорговца и книгоиздателя Никиты Никифоровича Кольчугина, был его старшим сыном. Воспитывался вместе с детьми сенатора Обрескова, получил хорошее образование, выучил несколько иностранных языков. Был близок «московским мистикам», за что подвергался преследованиям со стороны московского градоначальника Фёдора Васильевича Ростопчина. Работал в книготорговой фирме отца и одновременно с этим был гофмаклером в коммерческом банке. К 1812 году был купцом второй гильдии. После занятия Москвы войсками Наполеона был включён оккупационной администрацией в состав городского правления (по его уверению — насильно), ответственным за надзор за богослужением и оказание помощи бедным. После отступления Наполеона из Москвы попал под следствие как коллаборант, но был оправдан. После освобождения Москвы снова был банковским гофмаклером. После смерти отца в 1827 году унаследовал семейный бизнес.

По воспоминаниям его внука Н. В. Турова, занимался строительством: 
...строил какие-то казармы в Москве. Моя мать называла их «Красныя». За них получил от Николая золотую табакерку, которая находится у меня.
Выполнил несколько переводов иностранных книг, среди которых — «Авелева смерть» Соломона Геснера, опубликованная в 1801 году. Оставил воспоминания о Москве 1812 года, опубликованные журналом «Русский архив» в 1879 году. Имел 11 детей. После смерти, случившейся 24 марта (5 апреля) 1835, семейное книготорговое предприятие унаследовал один из его сыновей Иван Григорьевич.